# 草薙航基
草薙 航基（くさなぎ こうき、1991年（平成3年）8月23日 - ）は、日本のお笑いタレント。お笑いコンビ宮下草薙のボケ・ネタ作成担当。相方は宮下兼史鷹。太田プロダクション所属。本名は草彅 航基（読み同じ）。

## 来歴・人物
静岡県磐田市生まれ、愛知県名古屋市東区出身。身長165cm。血液型B型。弟がいる（現在はインドネシアのジャカルタで新聞記者をやっている。）。趣味はオンライン対戦型のクイズゲーム。
子供の頃は、学校でクラスの隅でおとなしくしているようなタイプで、小学校・中学校・高校を通してほとんど誰とも喋らず、また勉強も運動も苦手だった。家ではテレビを観ず、バラエティ番組を見るようになったのは芸人になってからだった。
菊華高等学校に出席したのは入学式と身体測定のわずか2日のみで、身体測定で「胸板が厚い」と言われ体型を軽くいじられたことから、いじめを恐れるあまり、すぐに中退する。高校のことを「人間が最後に行くようなところ」と表している。高校中退後は警備員、ゴミ収集作業員、宅配など仕事を転々とする。この頃は、どの仕事も2か月程度で辞めたと言う。16歳か17歳の頃に『爆笑レッドシアター』（フジテレビ）で見て以来はんにゃのファンとなり、はんにゃのようなポップな芸人に憧れていた。
芸人になるため養成所に通おうとし、まずNSC（吉本総合芸能学院）に履歴書を送ったが面接で落選。履歴書のPR欄に「落ちたら死にます」と書いたため“ヤバいやつ”扱いされたと思われる。その後、2013年4月に太田プロエンタテイメント学院東京校芸人コース5期生に入学し後に相方となる宮下兼史鷹と出会う。3回コンビの結成と解消を経て宮下と宮下草薙を結成。
コンビではネタ作りを担当。自身の実体験がネタ作りの基礎になっている。

## エピソード
- 本名は草彅 航基（くさなぎ こうき）。コンビ名を登録するときに相方である宮下から草薙と勘違いされて、今の芸名になった。
- 尾崎豊に憧れている[2]。
- 下着はXLサイズのトランクスを履いている。
- ネタで見せる仕草同様に心配性な性格[1]。さらに極度の人見知り・マイナス思考で、スーパーマーケットでアルバイトしていた時も、芸人だから物ボケしてみろと言われると思いこみ辞めたという[7]。その性格から、ライブでネタがすべった後は帰り道で座り込んでしまうほどひどく落ち込んでいたために、その度に宮下に食事をおごられるなど慰められていた[1]。今でも、常に「明日（お笑いを）辞めてもいいや」と思っているという[2]。
- アメトーーク!（テレビ朝日）に出演した際、宮迫博之から「テレビ史上一番声が小さい」と言われる[3]。
- また、アメトーーク!『高校中退芸人』(2019年2月14日放送)に出演した際、共演者の兼近大樹（EXIT）を「マブダチ」であると明かした[8]。
- ギャルズによると、意外にもカメラには貪欲である[9]。
- 何かあるとすぐ癇癪を起こすような性格で、宮下にはこれを直して欲しいと思われている[3]。
- ホンマでっか!?TV出演時に、まぶたを二重に整形手術をしたいことを告白するも、ほかの共演者からは止められ、試しに二重にするも「整形を殺す顔」と評される[10]。
- ロンドンハーツ（テレビ朝日）では、MCの田村亮（ロンドンブーツ1号2号）が闇営業問題で謹慎のため、2019年7月23日放送回から亮の代役及び田村淳のアシスタントとして頻繁に出演するようになる[11][12]。
- 同じ事務所の先輩の平子祐希（アルコ＆ピース）曰く、酒の席では人の悪口や仕事への愚痴ではなく仕事でお世話になった人への感謝の言葉を述べるという[13]。
- 動物アレルギーである。好きではあるが、クシャミが出てしまう。2024年11月2日放送の「有吉くんの正直さんぽ」でアルパカに触れ合う店に入ろうとした時に、草薙側からNGの申し出があった為、店の中には有吉弘行、生野陽子、若槻千夏、相方である宮下のみが参加した。
- 4,5回プロポーズしているが「ピエール瀧がタイプなので」という理由で全て断られている。
- 日頃のストレス発散法として、相方の宮下の首を絞めたり、蹴りを入れたりする。

## 出演
コンビでの出演については宮下草薙を参照。

### 現在の出演番組

#### レギュラー
テレビ
- ハネノバス（日本テレビ、2020年11月7日・2021年3月31日・2021年10月13日 - 2021年12月15日・2022年4月30日 - 2022年7月12日）[14][15]

#### 準レギュラー・不定期出演
テレビ
- アメトーーク!（テレビ朝日）
- ロンドンハーツ（テレビ朝日） - 田村亮（ロンドンブーツ1号2号）の不祥事により2019年7月23日放送分より暫くの間、代理アシスタントとして準レギュラー出演していた[16]。亮の復帰後も暫くアシスタントを引き続き務めていた。
- 呼び出し先生タナカ（フジテレビ）

### 過去の出演番組
テレビ
- 変装かくれんぼ ハイド＆シーク （TBS、2019年10月5日） - 変装芸能人として単独出演。
- 有吉クイズ（テレビ朝日、2020年1月9日・1月16日・4月16日・8月20日・2021年1月7日・6月4日） - 特番時代、全ての回に出演。初回2020年1月9日のみコンビで出演
- THE鬼タイジ（TBS、2021年9月26日）- プレイヤーとして単独出演。2021年12月31日及び2022年3月19日はコンビで出演。

ラジオ
- 有吉弘行のSUNDAY NIGHT DREAMER（JFN、2018年12月30日、2019年5月・10月アシスタント）

ウェブ番組
- スピードワゴンの月曜The NIGHT（AbemaTV、2019年6月10日）
- おぎやはぎの「ブス」テレビ（AbemaTV、2019年6月10日、7月1日）
- 有吉の壁に耳あり！（Hulu）- 本編第12弾後の回

### CM
- フジカラー写真年賀状2020『広瀬草薙 年賀状』編（2019年11月27日 - 、富士フイルム）[17]
- 放置少女 『Strong Woman』（2019年12月27日 - 、C4games）[18]
- メルカリ『匿名配送』篇（2020年4月30日 - 、メルカリ）[19]
- SNICKERS(R) × Ｄｒ．ＳＴＯＮＥ 「石化した草薙」篇（2020年10月5日-、マース ジャパン リミテッド）
- 名古屋市長選挙ポスター（2021年3月19日 - 4月25日、名古屋市）[20]
- リクルート「ホットペッパーグルメ」（2022年） - 前野朋哉と共演